# Казиев, Едильбай Наурзбаевич
Едильбай Казиев (род. 27 октября 1968, Степное) — советский и российский тренер по боксу. Мастер спорта СССР. Заслуженный тренер России (2014).

## Биография
Едильбай Наурзбаевич Казиев родился 27 октября 1968 года в посёлке Степное, Саратовской области. Окончил среднюю школу поселка Советское. Затем переехал из Советского в Саратов, где окончил Саратовский индустриально-педагогический техникум.
Не имея крупных побед в собственной карьере боксёра, Едильбай переключился на тренерскую деятельность. Работает тренером-преподавателем Саратовской областной специализированной детско-юношеской спортивной школы олимпийского резерва по боксу и спортивного клуба «Витязь».
Наиболее высоких результатов среди его воспитанников добился Артём Чеботарёв — чемпион Европы 2010 года, бронзовый призёр чемпионата мира 2013 года, четырехкратный чемпион России в категории до 75 кг.

### Семья
Младший в семье из четырёх братьев и сестры (Дина Чеботарёва, мать Артёма Чеботарёва).
Едильбай Наурзбаевич более 20 лет женат на Ольге Казиевой. У них есть три сына: старший — Тамерлан, средний — Батыр, младший — Амирхан.

## Награды и звания
- Почётное звание «Заслуженный тренер России» (2014)[6][7].
- Почётная грамота Губернатора Саратовской области (2014)[8].
- Памятная медаль «Патриот России».
- Грамота Саратовской областной Думы (2017).